# SIPA S-200
SIPA S-200 ミニジェット
SIPA S-200 ミニジェット
- 用途：軽スポーツ機
- 設計者：イヴ・ガルダン（Yves Gardan）
- 製造者：Société Industrielle Pour l'Aéronautique (SIPA)
- 初飛行：1952年1月12日
- 生産数：7機

SIPA S-200 ミニジェット（SIPA S-200 Minijet）は、1950年代のフランスの複座軽スポーツジェット機である。

## 設計と開発
ミニジェットは、エミール・ドヴォワチンが1938年に設立した（Société Industrielle Pour l’Aéronautique (SIPA)）により製造された。1951年2月にイヴ・ガルダン（Yves Gardan）によりこの機の設計が始められ、2機の試作機のうちの初号機が1952年1月14日に初飛行を行った。
前量産型の5機のミニジェットが1955年/1956年に完成したが、それ以上の生産計画はキャンセルされた。ミニジェットは、高速短距離連絡機と転換練習機の双方の用途に設計されていた。
ミニジェットは、主翼が肩翼配置で双胴のブームが垂直尾翼とその間を結ぶ水平尾翼を支えていた。キャビンは中央胴体の中に位置し、2名の乗員が並列に座っていた。前ヒンジで全体が開くキャノピーが小さなキャビンへの出入りを容易にしていた。試作2号機は予備の翼端増槽の取り付けポイントを備えていた。ミニジェットはアエロバティックが行える強度を有し、エンジンは推力330 lbのチュルボメカ パラスを1基装備していた。

## 現存機
生産されたSIPA S-200 ミニジェットの最後の機体 F-PDHE がパリ北西の（Persan-Beaumont）飛行場にあるCollection Bezardにあり、予約でのみ見学に応じている。別の1機がアメリカ合衆国に現存している。

## 要目
- 乗員：2名
- 全長：5.18 m (17 ft 0 in)
- 全幅：8 m (26 ft 3 in)
- 全高：1.78[3] m (5 ft 10 in)
- 翼面積：9.6[3] m² (104 ft²)
- 空虚重量：523 kg (1,153 lb)
- 運用重量：880 kg (1,940 lb)
- エンジン：1 × チュルボメカ パラス 1.5 kN (330 lbf)
- 最大速度：398 km/h (248 mph)
- 巡航速度：358 km/h (223 mph)
- 巡航高度：7,927 m (26,000 ft)
- 航続距離：563 km (350 miles) - 翼端増槽無し
- 上昇率 : 5.75[3] m/s (1,140 ft/min)